# Charmide
Pour le personnage historique, voir Charmide (personnage historique).
Le Charmide (en grec ancien : Χαρμίδης) ou Sur la sagesse, est un dialogue de Platon. Il appartient à la série des premiers dialogues composés à l’époque où l’auteur était encore jeune. La date exacte est cependant incertaine : le critique Johann Gottfried Stallbaum (de) la fait remonter à la période précédant la domination des Trente Tyrans sur Athènes, vers 405 av. J.-C., alors que presque tous la ramènent à bien plus tard, vers 388, après la mort de Socrate. 
Le dialogue est censé se dérouler au début de la guerre du Péloponnèse, vers 430 av. J.-C.

## Personnages
- Socrate

- Critias : Aristocrate, neveu de Glaucon, grand-père maternel de Platon, opportuniste tuteur de Charmide[1]. Il est représenté dans le dialogue sous les traits d’un homme fait, d’une trentaine d’années. Réputé habile discoureur, auteur de plusieurs traités de morale, il deviendra le plus célèbre des Trente Tyrans, laissant le souvenir d’un dirigeant cruel, cupide et sanguinaire. L’une des accusations portées plus tard contre Socrate vient de ses relations avec ce personnage. Il mourra dans la guerre civile, lors d’une banale bataille de rue contre des démocrates, près du Pirée, à Munychie en 403.

- Charmide : Fils de Glaucon, Charmide est le frère de Périctionè, la mère de l’auteur. Platon dépeint cet oncle comme le jeune homme le plus beau et le plus sage de sa génération, suscitant l’admiration amoureuse des jeunes et des vieux. Aimé et protégé par son cousin Critias, qui se fait son tuteur puis lui confie la préfecture du Pirée, il mourra avec lui lors de la même bataille de rue.

- Chéréphon : Ami et admirateur de Socrate. Résolument démocrate, il s’exilera pendant les deux années de règne des Trente Tyrans et rentrera à Athènes par la suite. D’un tempérament notoirement exalté, il ne vivra cependant pas assez vieux pour assister au procès de son ami, et ne joue dans le présent dialogue qu’un rôle marginal.

## Le dialogue: définir la sagesse
Le Charmide traite de la sagesse, en grec ancien : σωφροσύνη / sophrosynè, et s’attache à lui trouver une définition précise, sans succès.

### Scène introductive
De retour de Potidée où il devait remplir ses obligations militaires, Socrate revient à Athènes après apparemment plusieurs années d’absence, et s’arrête en face du temple de Basilè à la palestre de Tauréas, chorège en même temps qu'Alcibiade. Il y retrouve entre autres Chéréphon, qui l’accueille avec beaucoup de chaleur et s’enquiert de l’issue de la bataille qui vient d’être livrée.
Après avoir satisfait à la curiosité de ses interlocuteurs, Socrate veut s’informer de ce que devient la philosophie dans la cité athénienne, et savoir s’il existe des jeunes gens se faisant remarquer par leur beauté, leur esprit ou les deux à la fois. Critias prend à ce moment la parole pour plaider la cause de son cousin Charmide. Ses qualités physiques et intellectuelles sont si grandes, affirme-t-il, qu’il n’est aucun Athénien qui n’en soit amoureux.
Intéressé, Socrate accepte de faire sa connaissance et feint de pouvoir guérir des maux de tête dont Charmide dit souffrir, à l’aide d’une potion qu’il tient d’un médecin thrace. Toutefois, précise Socrate, de même qu’on ne saurait guérir un œil malade sans se préoccuper de l’ensemble de la tête, voire du corps, il serait illusoire de vouloir guérir le mal de tête de Charmide sans en même temps s’occuper de la santé de son âme. De ce fait, au cas où Charmide estimerait manquer de sagesse, Socrate aurait d’abord à prononcer une formule d’invocation pour le bien de son âme, avant de lui faire boire la potion.
À la question de savoir s’il s’estime suffisamment sage ou pas, Charmide hésite à répondre, de peur de paraître ou prétentieux ou pusillanime. Socrate contourne la difficulté : si Charmide est sage, il doit être capable de donner une définition précise de cette vertu qui l’habite. S’il y réussit, sa sagesse ne fera alors plus de doute et il pourra se passer de l’invocation.

### Première définition: «faire toutes choses avec modération et avec calme»
D’abord hésitant, Charmide suggère que la sagesse soit la faculté de toujours agir avec calme et modération.
Substituant à dessein le concept de lenteur à celui de modération, Socrate réfute cette hypothèse par une série d’exemples où la vitesse et la vivacité sont préférables à la lenteur : d’une part la lecture, l’écriture ou la mémoire pour les choses de l’esprit, et d’autre part les disciplines sportives pour les choses du corps.

### Deuxième définition: «la pudeur»
Déconcerté et renonçant à défendre sa première idée, Charmide émet alors l’hypothèse que, puisque la sagesse fait rougir de certaines choses, elle « n’est autre chose que la pudeur ».

Là aussi Socrate n’est pas satisfait. Il fait valoir qu’alors que la sagesse est toujours bonne, la pudeur peut ne pas être souhaitable dans certaines circonstances, comme en témoigne un vers d’Homère : 

« La honte n’est pas bonne pour l’indigent. »

— Odyssée, XVII, 347

### Troisième définition: «faire ses propres affaires»
Pour se sortir d’embarras, Charmide a recours à une nouvelle définition, dont on devine qu’il la tient de son tuteur Critias, qui assiste à l’entretien. La sagesse consisterait « pour chacun de nous à faire ce qui nous regarde ».
Socrate, toujours peu convaincu, n’a aucun mal à faire valoir qu’une cité où chacun confectionnerait ses propres chaussures ou laverait son propre linge ne serait à l’évidence pas une cité sage. Irrité de voir ses idées si mal défendues, Critias intervient alors dans le dialogue et, à partir de là, se substitue à Charmide comme interlocuteur de Socrate. Il opère tout d’abord une distinction entre l’idée de faire ses propres affaires et celle de fabriquer des choses pour autrui. De fait, soutient-il, on peut tout à fait fabriquer des choses pour autrui tout en étant sage. 

### Quatrième définition: «la connaissance de soi-même»
Face à de nouvelles objections de Socrate, Critias bat en retraite et formule l’idée générale, répandue chez les Grecs, que la sagesse consiste en la « connaissance de soi-même », comme l’indique le fronton du temple de Delphes. La sagesse, ajoute Critias, n’est pas une science comme les autres, qui aurait un objet bien précis, comme la santé pour la médecine ou le pair et l’impair pour le calcul. La sagesse, affirme-t-il, est à la fois la science d’elle-même, des autres sciences et de l’ignorance, c’est-à-dire que la sagesse « consiste à savoir ce qu’on sait et ce qu’on ne sait pas ».
Selon Socrate, il semble impossible qu’une telle science existe, et il utilise pour le démontrer des analogies complexes : on ne peut imaginer, par exemple, un sens de la vue qui ne serait pas la vue des choses qu’aperçoivent les autres vues, mais qui serait la vue d’elle-même, des autres vues et de ce qui ne serait pas une vue. Socrate renouvelle la méthode avec l’ouïe et bien d’autres concepts, bien que son interlocuteur ait visiblement du mal à le suivre. Par la suite, et de façon toujours obscure, Socrate note que la science de la sagesse, telle que la conçoit Critias, serait non seulement inconcevable mais également inutile, puisqu’elle ne pourrait pas faire connaître ce que nous savons et ce que nous ne savons pas, mais seulement que nous savons et ne savons pas. Seule l’étude des sciences particulières peut nous y faire parvenir, en partie.

### La science du bien et du mal?
Enfin, une telle science serait incapable d’assurer le bonheur de celui qui la détient. La seule science étant susceptible de le faire est celle du bien et du mal. Contrairement à l’attente du lecteur, et de façon peut-être trompeuse, Socrate précise que la sagesse n’est pas non plus cette science du bien et du mal qu’il vient d’évoquer, puisque la sagesse selon Critias est la science de la science et d’elle-même. Se référer ainsi à une thèse qu’il vient de réfuter est un indice permettant de penser que Socrate, comme il le fait dans d’autres dialogues, identifie bien en réalité sagesse et science du bien et du mal.

### Conclusion
Incapable en apparence de parvenir à une définition satisfaisante, Socrate s’accuse d’avoir mal conduit l’entretien et d’être un mauvais chercheur de la vérité. Cet aveu d’humilité ne refroidit pas Charmide, qui demande à devenir son disciple et à recevoir l’incantation thrace censée le rendre plus sage.

### Portée philosophique et historique
D’une très belle construction formelle, le fond du Charmide se révèle cependant assez décevant et superficiel. Le plus grand reproche adressé par les commentateurs vient de ce que le texte semble contredire la doctrine socratique traditionnelle consistant, comme dans le Premier Alcibiade et comme le fait même Critias dans le présent dialogue, à identifier la sagesse et la connaissance de soi-même, c’est-à-dire la science du bien et du mal.
Par ailleurs, la méthode utilisée par Socrate pour réfuter les arguments de Charmide, puis de Critias, relève davantage du sophisme que de la philosophie, et davantage également de la volonté de vaincre son interlocuteur que de celle de découvrir la vérité. Substituant sans l’expliquer la lenteur au calme dans la première définition, sans examiner ce que la déclaration de Charmide avait pourtant de pertinent, il rejette ensuite la deuxième par le simple argument d’autorité qu’est Homère.
Les critiques y voient le signe que Platon ne faisait que débuter dans sa quête philosophique, et qu’il était encore trop occupé à réfuter les diverses thèses existantes pour élaborer de façon constructive son propre système.
Par ailleurs, les historiens ont pu s’étonner que Platon, habituellement sans concession avec la vérité des faits et des personnages, présente ses parents Critias et Charmide sous des traits aussi élogieux, malgré le rôle trouble qui fut le leur dans l’histoire athénienne. Au-delà de la volonté compréhensible de réhabiliter les membres de sa famille, Platon voulait peut-être également disculper son maître à propos des relations qu’il entretenait avec Critias, en montrant que Socrate avait toujours cherché à rendre meilleur le futur tyran.